# Taluyers
Taluyers è un comune francese di 2 050 abitanti situato nel dipartimento del Rodano della regione Alvernia-Rodano-Alpi.

## Storia

### Simboli
La linea di partizione ondata e il verde rappresentano i monti del Lionese; il porpora richiama il colore del vino e dei grappoli d'uva dei vigneti; la torre ricorda quella del priorato.

## Società

### Evoluzione demografica
Abitanti censiti